# Pronous felipe
Pronous felipe är en spindelart som beskrevs av Levi 1995. Pronous felipe ingår i släktet Pronous och familjen hjulspindlar. Inga underarter finns listade i Catalogue of Life.